# 本町 (津島市)
本町（ほんまち）は、愛知県津島市の地名。

## 地理
津島市西部に位置する。

## 歴史

### 人口の変遷
国勢調査による人口および世帯数の推移。
| 1995年（平成7年）  | 154世帯 499人 |  |
| 2000年（平成12年） | 145世帯 428人 |  |
| 2005年（平成17年） | 136世帯 396人 |  |
| 2010年（平成22年） | 133世帯 361人 |  |
| 2015年（平成27年） | 122世帯 318人 |  |

### 沿革
- 1953年（昭和28年） - 津島市津島の一部により同市本町が成立[1]。

## 施設

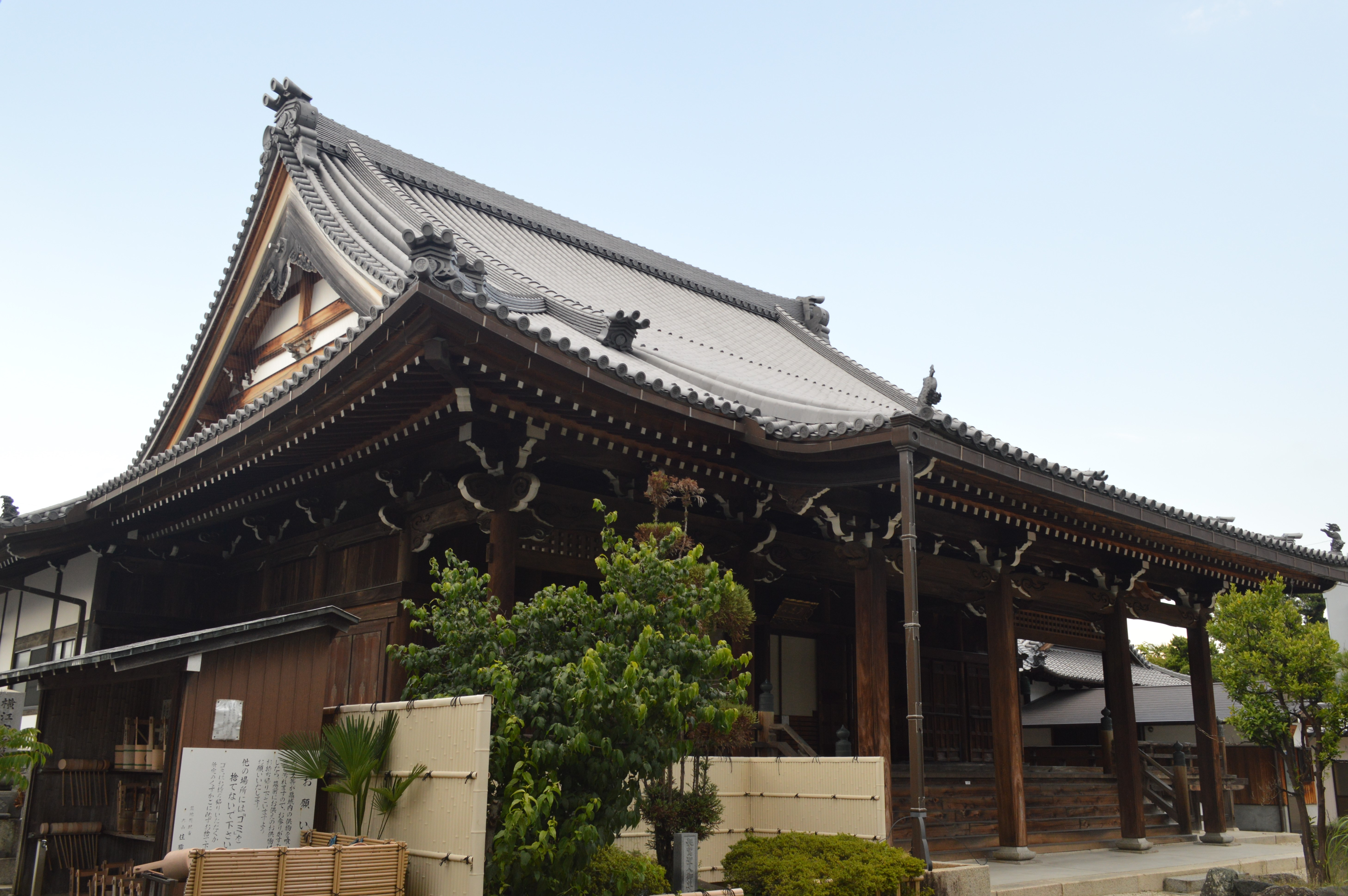
成信坊

2018年（平成30年）まで学校法人平山学園が運営する清林館高等学校（旧称は津島女子高等学校）があったが、同年に愛西市持中町に校地を移転した。
- 津島市観光交流センター - 建物は旧津島信用金庫本店として登録有形文化財。
- 成信坊[2] - 真宗大谷派の寺院。
- 弘浄寺[2] - 浄土宗の寺院。
- 堤下神社
- 三養荘 - 貞享2年（1685年）竣工の町家。

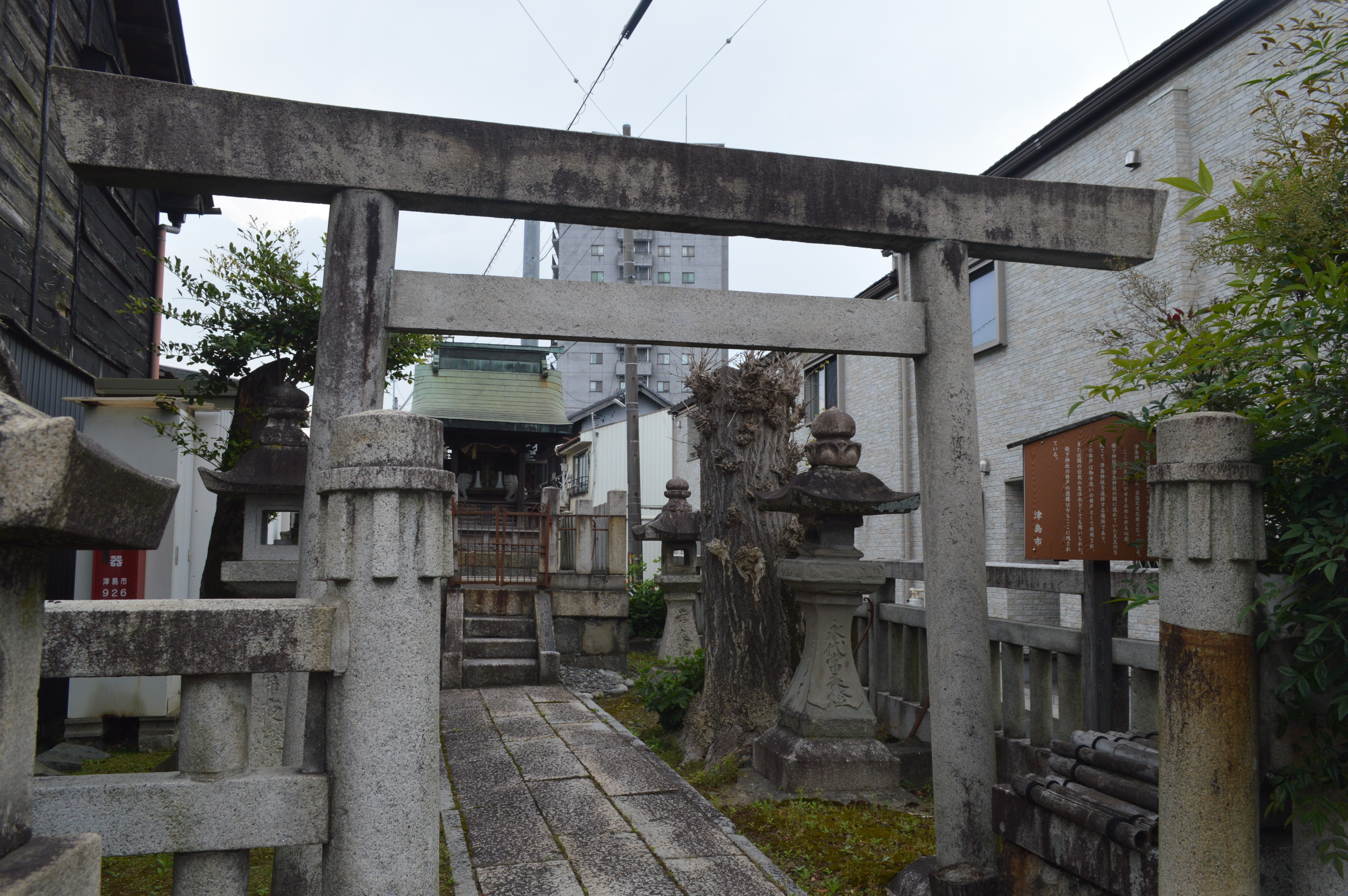
堤下神社
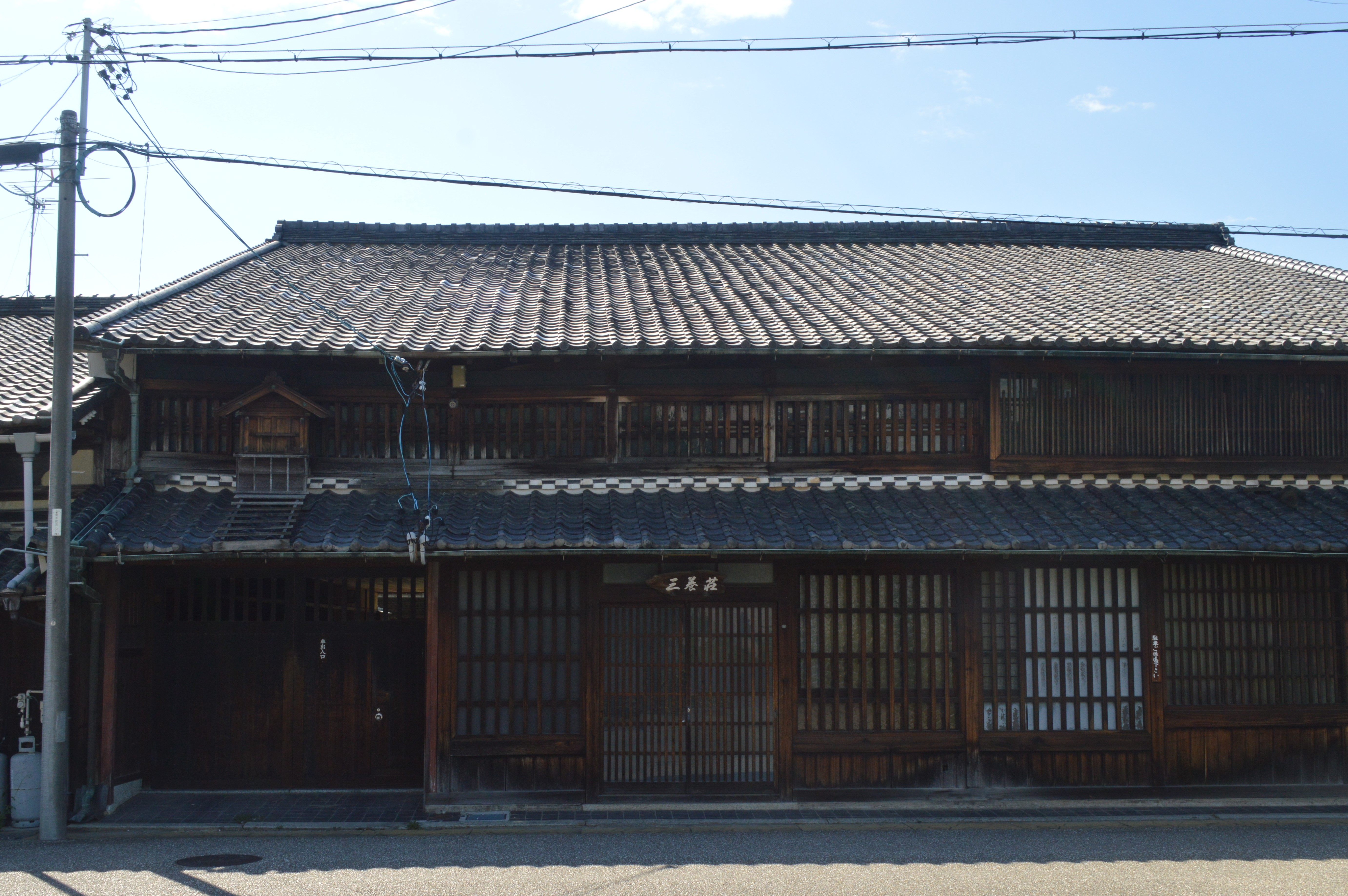
三養荘
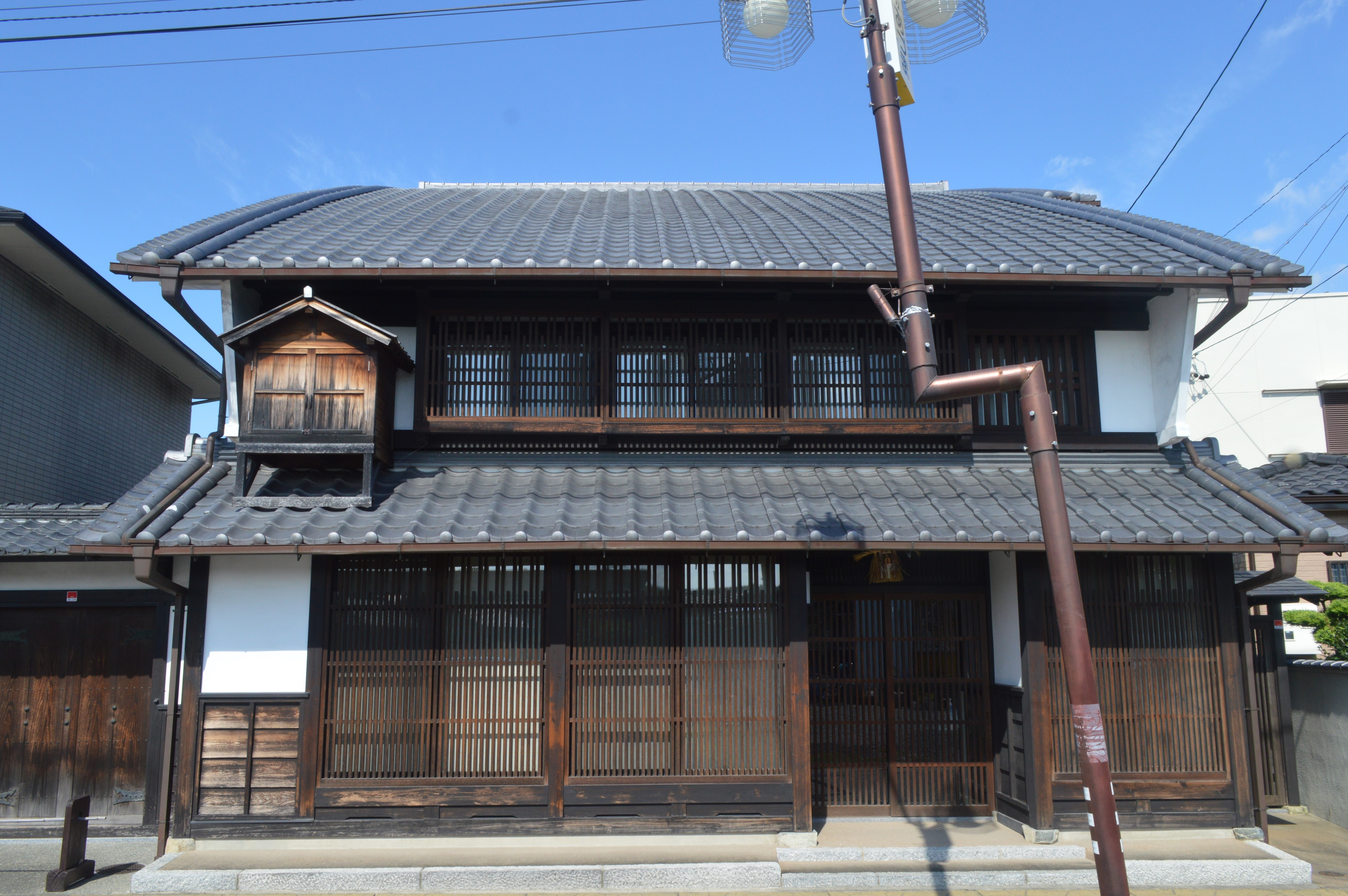
屋根神のある渡邉家住宅
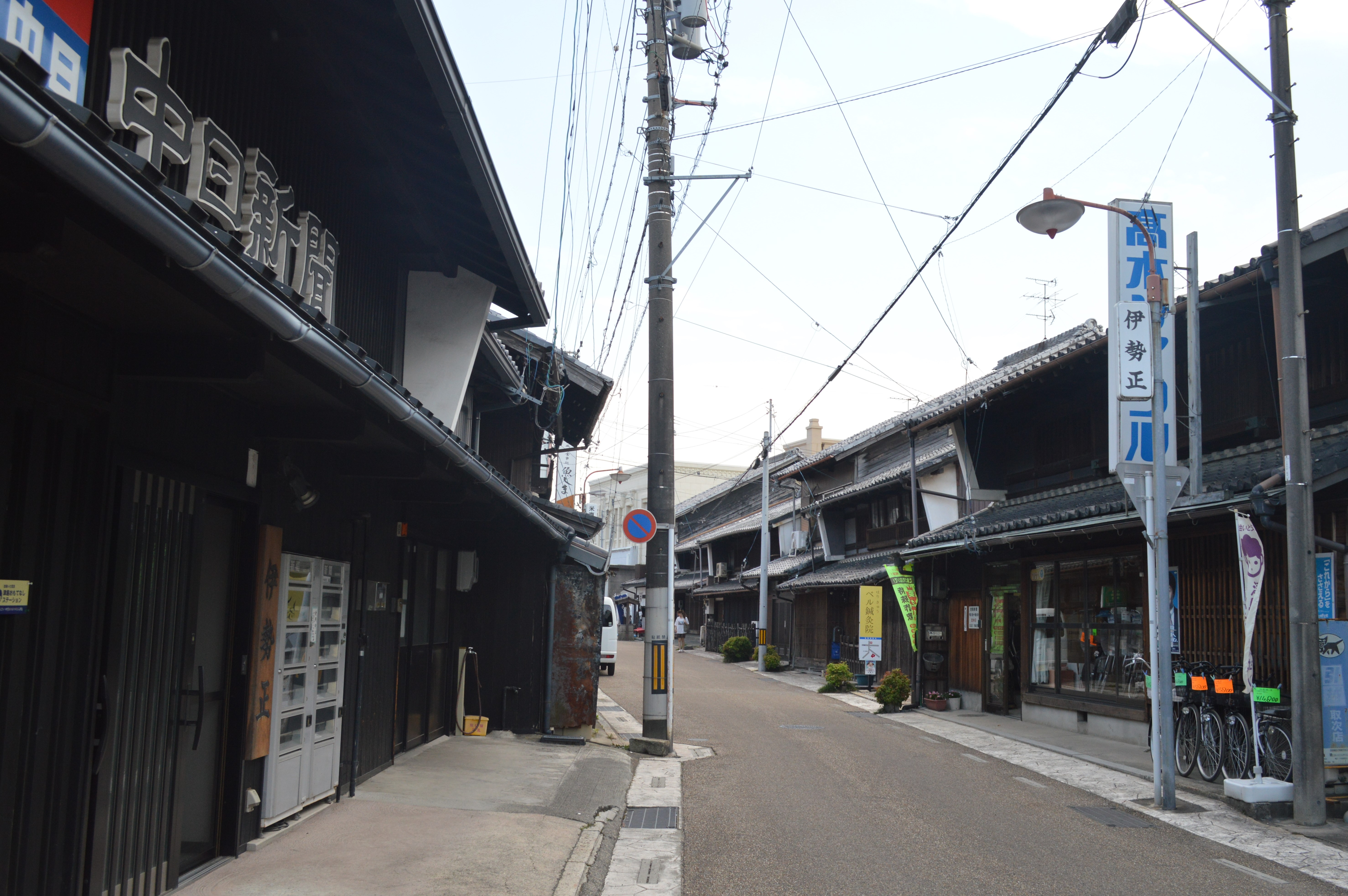
本町1丁目の町並み
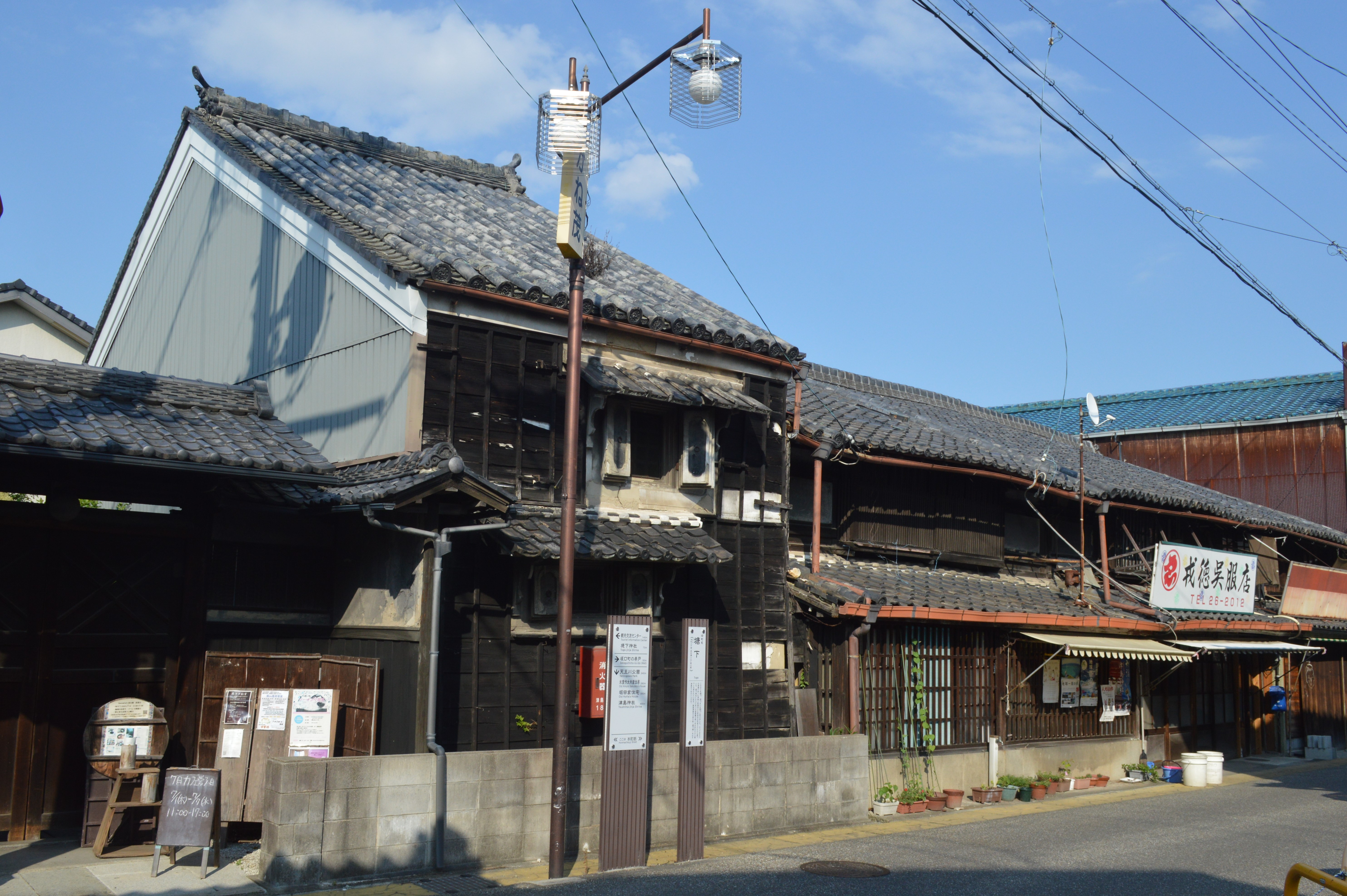
本町2丁目の町並み
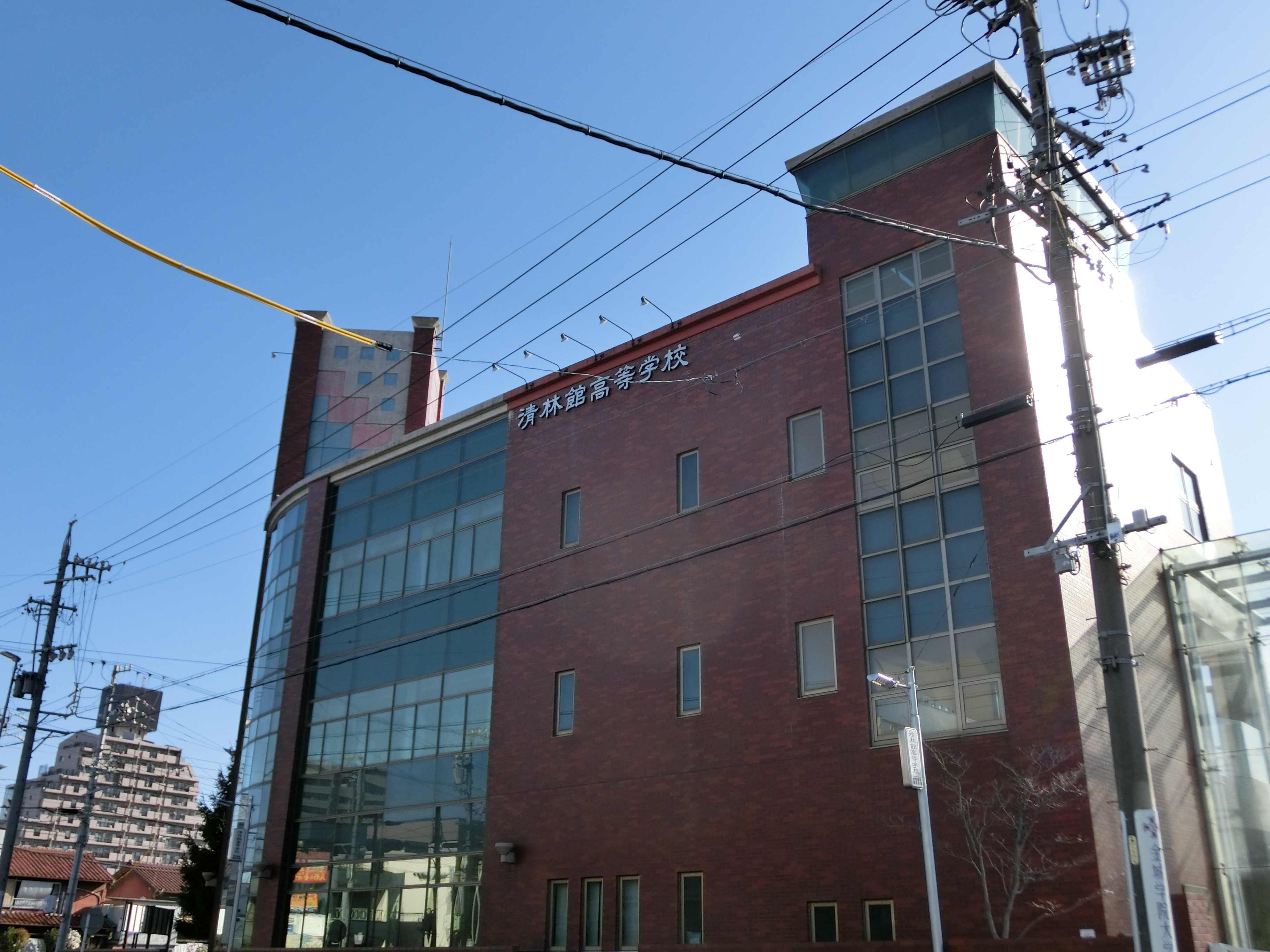
清林館高等学校（2016年）

### WEB
1. ↑  “愛知県津島市の町丁・字一覧”.   人口統計ラボ. 2023年3月12日閲覧。
2. ↑  総務省統計局 (2017年1月27日). “平成27年国勢調査の調査結果(e-Stat) - 男女別人口及び世帯数 －町丁・字等” (CSV). 2021年7月21日閲覧。
3. ↑  “愛知県津島市の郵便番号一覧”.   日本郵便. 2023年3月11日閲覧。
4. ↑  “市外局番の一覧” (PDF).   総務省 (2022年3月1日). 2022年3月22日閲覧。
5. ↑  総務省統計局 (2014年3月28日). “平成7年国勢調査の調査結果(e-Stat) - 男女別人口及び世帯数 －町丁・字等” (CSV). 2021年7月20日閲覧。
6. ↑  総務省統計局 (2014年5月30日). “平成12年国勢調査の調査結果(e-Stat) - 男女別人口及び世帯数 －町丁・字等” (CSV). 2021年7月20日閲覧。
7. ↑  総務省統計局 (2014年6月27日). “平成17年国勢調査の調査結果(e-Stat) - 男女別人口及び世帯数 －町丁・字等” (CSV). 2021年7月21日閲覧。
8. ↑  総務省統計局 (2012年1月20日). “平成22年国勢調査の調査結果(e-Stat) - 男女別人口及び世帯数 －町丁・字等” (CSV). 2021年7月21日閲覧。
9. ↑  総務省統計局 (2017年1月27日). “平成27年国勢調査の調査結果(e-Stat) - 男女別人口及び世帯数 －町丁・字等” (CSV). 2021年7月21日閲覧。

### 書籍
1. 1 2  「角川日本地名大辞典」編纂委員会 1989, p. 1227.
2. 1 2 3  「角川日本地名大辞典」編纂委員会 1989, p. 1729.